# Heilig Hartbeeld (Linden)
Het Heilig Hartbeeld is een standbeeld in de Nederlandse plaats Linden.

## Achtergrond
Het Heilig Hartbeeld werd in 1919 gemaakt in het Atelier Van Bokhoven en Jonkers en is geplaatst bij de Sint-Lambertuskerk.

## Beschrijving
De staande Christusfiguur houdt zijn rechterhand zegenend geheven, met zijn linkerhand wijst hij naar het vlammend Heilig Hart op zijn borst. In beide handen zijn de stigmata zichtbaar. Achter zijn hoofd draagt Christus een kruisnimbus.
Het beeld staat op een hoge sokkel. Aan de voorzijde is het Christusmonogram aangebracht, daaronder de tekst: 

ALLERHEILIGST
HART VAN JEZUS
ZEGEN
LINDEN